# یوپ ده مول
یوپ ده مول (هلندی: Joep de Mol؛ زادهٔ ۱۰ دسامبر ۱۹۹۵) بازیکن هاکی روی چمن اهل هلند است.